# 9 июля
9 июля — 190-й день года (191-й в високосные годы) по григорианскому календарю.
До конца года остаётся 175 дней.
До 15 октября 1582 года — 9 июля по юлианскому календарю, с 15 октября 1582 года — 9 июля по григорианскому календарю.
В XX и XXI веках соответствует 26 июня по юлианскому календарю.

## Праздники и памятные дни
См. также: Категория:Праздники 9 июля

### Национальные
- Азербайджан — День сотрудников органов дипломатической службы.
- Аргентина — День независимости.
- Казахстан — День работников водного хозяйства.
- Марокко — День Хасана II.
- Панама — День жертв.
- Южный Судан — День независимости.

### Религиозные
Православие
- Празднование в честь Тихвинской иконы Божией Матери;
- память преподобного Давида Солунского (ок. 540);
- память святителя Дионисия, архиепископа Суздальского (1385);
- обретение мощей преподобного Тихона Луховского, Костромского чудотворца (1569);
- перенесение мощей преподобного Нила Столобенского (1995);
- память преподобного Иоанна, епископа Готфского (790);
- память священномученика Георгия Степанюка, пресвитера (1918).
- празднования в честь икон Божией Матери:
  - «Одигитрия» Седмиезерная (XVII в.),
  - Лиддская (Римская) (I в.),
  - Нямецкая (1399).

### Именины
- Католические: Вероника, Зенон.
- Православные: Давид, Дионисий (Денис), Иван, Тихон, Павел.

## События
См. также: Категория:События 9 июля

### До XX века
- 1357 — по легенде, король Карл IV заложил в Праге Карлов мост через Влтаву.
- 1558 — Женева стала независимой от Швейцарии.
- 1686 — семь европейских государств создали Аугсбургскую лигу с целью остановить экспансию Франции в Западной Европе.
- 1722 — купцами Затрапезными основано одно из первых в России совместных предприятий — Ярославская мануфактура (ныне — Ярославский комбинат технических тканей).
- 1762 — свержение Петра III в пользу его супруги, Екатерины II.
- 1788 — Коннектикут стал пятым штатом США.
- 1816 — Аргентина объявила независимость от Испании.
- 1863 — близ города Коридон (Индиана) произошла одна из битв[англ.] в ходе Гражданской войны в США[4].
- 1864 — в сражении на Монокаси генерал Конфедерации Джубал Эрли победил федерального генерала Уоллеса.
- 1877 — в Уимблдоне стартовал первый чемпионат по теннису, который провёл Всеанглийский клуб лаун-тенниса и крокета.
- 1886 — Хунчунское соглашение в урочище Ново-Киевском об установлении границы между Россией и Китаем в районе озера Хасан.
- 1887 — английский фабрикант бумаги Джон Дикинсон (John Dickinson) на ежегодной встрече производителей бумаги представил на торжественном обеде первые бумажные салфетки.
- 1900 — королева Виктория дала своё одобрение Закону об образовании Австралийской федерации, на основании которого создано новое государство Федерация Австралии (с 1 января 1901 года).

### XX век
- 1909
  - В Петербурге заложен городской училищный Дом им. Петра Великого (ныне — здание Нахимовского училища).
  - В Петербурге заложен мост Петра Великого (ныне — Большеохтинский).
- 1915 — началась Алашкертская операция левого крыла русской Кавказской армии

- 1918 — «Великое крушение поезда» — крупнейшая железнодорожная катастрофа в США.
- 1919 — 208 голосами против 115 немецкий рейхстаг ратифицировал Версальский договор.
- 1922 — 18-летний Джонни Вайсмюллер установил мировой рекорд на дистанции 100 метров вольным стилем, первым в истории проплыв эту дистанцию быстрее 1 минуты (58,6 сек).
- 1927 — начала выходить «Роман-газета».
- 1928 — на пленуме ЦК ВКП (б) И. Сталин выдвинул тезис об обострении классовой борьбы по мере продвижения к социализму.
- 1937 — пожар на складе Fox, сгорело более 40 тыс. негативов, многие немые фильмы, снятые до 1932 года, были утрачены навсегда.
- 1938 — в магазины Великобритании поступили 35 миллионов противогазов. Впервые эти средства защиты были предложены гражданскому населению.
- 1941 — военная коллегия приговорила генетика Николая Вавилова к казни по обвинению в шпионаже в пользу Англии (умер в тюрьме в январе 1943 года).
- 1943 — Вторая мировая война: начало операции «Хаски» (высадка союзных войск на Сицилии).
- 1944
  - Вторая мировая война: в ходе Марианско-палауской операции победой американцев над японцами завершилась битва за Сайпан.
  - Советско-финская война: победой финнов завершилось сражение при Тали — Ихантала на Карельском перешейке.
- 1945 — генерал Шарль де Голль предложил провести во Франции референдум для определения государственного устройства страны.
- 1952 — ГДР приняла решение о строительстве социализма.
- 1955 — Манифест Рассела — Эйнштейна: основано Пагуошское движение учёных за мир, разоружение и международную безопасность.
- 1956 — США отказались финансировать строительство Асуанской плотины, после чего Египет обратился за помощью к СССР.
- 1957 — открыт 102-й элемент таблицы Менделеева — нобелий.
- 1958 — огромный оползень вызвал мегацунами, которая со скоростью 160 км/ч прокатилась по узкому, похожему на фьорд заливу Литуйя на Аляске.
- 1959 — правительство Индонезии во главе с Раденом Джуандой Картавиджайя вышло в отставку, новое правительство возглавил президент Сукарно.
- 1961
  - В Виннипеге (Канада) открыт памятник Тарасу Шевченко.
  - Греция приняла решение о присоединении к Европейскому экономическому сообществу.
  - Авиапарад в Тушино.
- 1964 — хит-парад Англии возглавила песня «Дом восходящего солнца» в исполнении группы The Animals.
- 1967 — во время воздушного парада в Домодедово впервые широкой публике представлены советские самолёты с изменяемой стреловидностью крыла («МиГ» и «Су») и вертикального взлёта и посадки.
- 1970 — в Феодосии открыт литературный музей Александра Грина.
- 1972 — спустя шесть лет и впервые со времён The Beatles на сцену вновь вышел Пол Маккартни: его группа The Wings дала свой первый концерт во французском Шатовийоне.
- 1981 — в «Ленкоме» прошла премьера мюзикла «Юнона» и «Авось».
- 1982 — катастрофа Boeing 727 в Кеннере (США), 153 погибших.
- 1991 — МОК восстановил членство Южно-Африканской Республики, исключённой ранее за проводимую в стране политику апартеида. Южноафриканские спортсмены впервые с 1960 года смогли выступить на Играх 1992 года в Барселоне.
- 1993 — принят Закон РФ «Об авторском праве и смежных правах».
- 1995 — в Чикаго прошёл последний концерт группы «The Grateful Dead». В августе умер лидер группы Джерри Гарсиа.
- 1997 — Украина подписала договор о сотрудничестве с НАТО.

### XXI век
- 2002
  - В Великобритании в результате небрежности врачей у белой пары в клинике искусственного оплодотворения родилась темнокожая двойня. Родители считают, что сотрудники лаборатории перепутали пробирки.
  - «Газпром-медиа» официально объявил о приобретении долей и долговых обязательств Владимира Гусинского в компаниях, входящих в этот медиахолдинг.
  - Президент Украины Леонид Кучма подписал указ об интеграции Украины в НАТО (в развитие решения СНБО от 23 мая 2002).
  - Организация Африканского Единства (ОАЕ), объединяющая 53 государства Африки, официально преобразована в Африканский союз.
- 2006
  - Финал чемпионата мира по футболу 2006: в Берлине сборная Италии в серии пенальти обыграла сборную Франции
  - Катастрофа Airbus A310 под Иркутском. Погибли 125 человек.
- 2011 — Южный Судан стал независимым государством со столицей в Джубе[5].
- 2022 — вторжение России на Украину: ракетный удар по Часову Яру в Донецкой области, более 40 погибших.

## Родились
См. также: Категория:Родившиеся 9 июля

### До XIX века
- 1249 — император Камэяма (ум. 1305), 90-й правитель в истории Японии (1259—1274).
- 1511 — Доротея Саксен-Лауэнбургская (ум. 1571), супруга короля Дании и Норвегии Кристиана III.
- 1578 — Фердинанд II (ум. 1637), король Чехии, Венгрии, с 1619 г. император Священной Римской империи.
- 1654 — император Сатохито (ум. 1732), 112-й правитель в истории Японии (1663—1687).
- 1689 — Алексис Пирон (ум. 1773), французский драматург, поэт и юрист.
- 1730 — Иван Салтыков (ум. 1805), русский генерал-фельдмаршал.
- 1751 — граф Николай Шереметев (ум. 1809), российский государственный деятель, коллекционер, меценат.
- 1764 — Анна Радклиф (ум. 1823), английская писательница, одна из основательниц готического романа.
- 1775 — Мэтью Грегори Льюис (ум. 1818), английский романист и поэт.

### XIX век
- 1802 — Томас Дэвенпорт (ум. 1851), американский кузнец, изобретатель, сконструировавший первый роторный электродвигатель постоянного тока.
- 1809 — Фридрих Август Квенштедт (ум. 1889), немецкий геолог и минералог.
- 1819 — Элиас Хоу (ум. 1864), американский техник, предприниматель, один из изобретателей швейной машины.
- 1831 — Вильгельм Гис (ум. 1904), швейцарский анатом, гистолог и эмбриолог.
- 1834 — Ян Неруда (ум. 1891), писатель, поэт, крупнейший в Чехии представитель критического реализма.
- 1835 — Артур Пембер (ум. 1886), спортсмен, журналист, писатель, первый президент Футбольной ассоциации Англии.
- 1841 — Пётр Невежин (ум. 1919), русский драматург.
- 1845 — Джордж Дарвин (ум. 1912), английский астроном, второй сын Чарльза Дарвина.
- 1847 — Владимир Снегирёв (ум. 1917), русский врач, один из основоположников отечественной гинекологии.
- 1850 — Иван Вазов (ум. 1921), болгарский поэт («Под игом», «Новая земля», «К пропасти» и др.).
- 1858 — Франц Боас (ум. 1942), американский антрополог, лингвист, естествоиспытатель, один из основателей современной антропологии.
- 1879
  - Отторино Респиги (ум. 1936), итальянский композитор («Фонтаны Рима», «Пинии Рима» и др.).
  - Карлус Шагас (ум. 1934), бразильский медик, впервые описавший болезнь Шагаса.

### XX век
- 1901 — Барбара Картленд (ум. 2000), английская писательница, одна из наиболее плодовитых авторов XX века.
- 1902 — Артемий Айвазян (ум. 1975), советский джазовый музыкант, создатель Государственного эстрадного оркестра Армении.
- 1917 — Абрам Фрейдин (ум. 1982), художник-постановщик, сценограф, заслуженный артист РСФСР.
- 1922 — Илья Гурин (ум. 1994), советский кинорежиссёр и сценарист.
- 1924 — Муза Крепкогорская (ум. 1999), актриса театра и кино, заслуженная артистка РСФСР.
- 1927 — Ред Келли (ум. 2019), канадский хоккеист, 8-кратный обладатель Кубка Стэнли
- 1929
  - Мулай Хасан Алауи (ум. 1999), король Марокко (1961—1999).
  - Ли Хезлвуд (ум. 2007), американский музыкант, автор песен, певец, продюсер.
- 1931 — Андрей Капица (ум. 2011), советский и российский географ, геоморфолог, исследователь Антарктиды, профессор, член-корреспондент РАН.
- 1932 — Дональд Рамсфелд (ум. 2021), американский политик, министр обороны США в 1975—1977 и 2001—2006 гг.
- 1933
  - Зинаида Кириенко (ум. 2022), актриса театра и кино, эстрадная певица, народная артистка РСФСР.
  - Элем Климов (ум. 2003), советский кинорежиссёр и сценарист, народный артист России.
- 1937 — Дэвид Хокни, английский художник, плакатист, дизайнер.
- 1938
  - Лия Ахеджакова, советская и российская актриса театра и кино, народная артистка РФ.
  - Брайан Деннехи (ум. 2020), американский актёр театра, кино и телевидения.
- 1940 — Сева Новгородцев (наст. имя Всеволод Левенштейн), советский музыкант и британский журналист, радиоведущий, комментатор русской службы Би-Би-Си.
- 1942 — Ричард Раундтри (ум. 2023), американский актёр.
- 1944 — Глен Кук, американский писатель-фантаст.
- 1945 — Дин Кунц, американский писатель-фантаст.
- 1946 — Бон Скотт (ум. 1980), музыкант, автор песен, вокалист и фронтмен австралийской группы AC/DC.
- 1947
  - Митч Митчелл (ум. 2008), британский барабанщик-виртуоз, участник The Jimi Hendrix Experience.
  - О. Джей Симпсон, игрок в американский футбол, актёр.
  - Олег Шкловский, советский и российский актёр театра и кино, телеведущий.
- 1950 — Виктор Янукович, украинский политик и государственный деятель, президент Украины (2010—2014).
- 1951 — Крис Купер, американский актёр, лауреат премий «Оскар» и «Золотой глобус».
- 1953 — Лора Квинт, советская и российская пианистка, композитор-песенник.
- 1955 — Стив Коппелл, английский футболист и тренер.
- 1956 — Том Хэнкс, американский актёр, кинорежиссёр, сценарист и продюсер, обладатель премий «Оскар», «Золотой глобус» и др.
- 1957
  - Марк Алмонд, английский певец и музыкант.
  - Келли Макгиллис, американская актриса.
  - Альбина Сексова (при рожд. Елена Казарина), российская певица, автор песен, художница.
- 1959 — Джим Керр, шотландский певец, композитор, солист группы Simple Minds.
- 1961 — Андрей Кагадеев, советский и российский рок-музыкант, основатель и лидер группы «НОМ».
- 1962 — Алексей Плуцер-Сарно, российский филолог, лексикограф и философ, медиа-художник и идеолог арт-группы «Война».
- 1964
  - Джанлука Виалли (ум. 2023), итальянский футболист и тренер.
  - Кортни Лав, американская актриса, певица, автор песен, солистка рок-группы Hole, вдова Курта Кобейна.
- 1968 — Паоло Ди Канио, итальянский футболист.
- 1975 — Линор Горалик, израильская русскоязычная писательница, поэтесса, эссеист, переводчица.
- 1976 — Екатерина Гусева, актриса театра и кино, певица, заслуженная артистка России.
- 1978 — Дмитрий Дюжев, российский актёр театра и кино, кинорежиссёр.
- 1980 — Юлия Такшина, российская актриса театра и кино, танцовщица, фотомодель.
- 1982 — Тоби Кеббелл, английский киноактёр.
- 1983 — Дмитрий Обухов, российский хоккеист.
- 1985 — Алексей Черемисинов, российский фехтовальщик на рапирах, олимпийский чемпион (2016), чемпион мира (2014), 4-кратный чемпион Европы.
- 1987 — Герт Йыеяэр, эстонский велогонщик.
- 1993 — Митч Ларкин, австралийский пловец, многократный чемпион мира.
- 1994 — Элджей (наст. имя Алексей Узенюк), российский хип-хоп исполнитель.

## Скончались
См. также: Категория:Умершие 9 июля

### До XIX века
- 1677 — Ангелус Силезиус (р. 1624), немецкий теолог, христианский мистик, поэт.
- 1746 — Филипп V (р. 1683), король Испании (1700—1724 и 1724—1746).

### XIX век
- 1850 — Баб (р. 1819), основоположник движения бабидов.
- 1856 — Амедео Авогадро (р. 1776), итальянский физик и химик, открывший химическую формулу воды.
- 1862 — Михаил Глушневич (р. 1797), российский астроном, директор Виленской обсерватории.
- 1877 — Павел Ильенков (р. 1821), русский химик-технолог.
- 1880 — Поль Брока (р. 1824), французский хирург, основоположник физической антропологии.

### XX век
- 1902 — Марк Антокольский (р. 1840), российский скульптор.
- 1912 — Ион Лука Караджале (р. 1852), румынский писатель, драматург.
- 1932 — Кинг Кэмп Жиллетт (р. 1855), американский изобретатель и первый производитель безопасных бритв.
- 1942 — Михаил Климов (р. 1880), актёр театра и кино, народный артист СССР.
- 1947 — Люциан Желиговский (р. 1865), польский военачальник и политический деятель.
- 1957 — Александр Гедике (р. 1877), русский композитор и органист.
- 1962 — Жорж Батай (р. 1897), французский писатель и философ.
- 1969 — Борис Константинов (р. 1910), советский физик, академик, лауреат Ленинской и Государственной премии.
- 1979 — Аксель Берг (р. 1893), советский учёный в области радиотехники и радиолокации, инженер-адмирал.
- 1980 — Винисиус ди Морайс (р. 1913), бразильский поэт и автор-исполнитель, драматург, дипломат.
- 1987 — Леонид Пантелеев (р. 1908), русский советский писатель.
- 1990
  - Рудольф Итс (р. 1928), советский этнограф, профессор, доктор исторических наук, писатель.
  - Андрей Петров (р. 1919), актёр театра и кино, народный артист РСФСР.
- 1996 — Сергей Курёхин (р. 1954), композитор, джазмен, рок-пианист, художник и режиссёр.
- 1999 — Пётр Непорожний (р. 1910), советский учёный, министр энергетики СССР (1962—1985).

### XXI век
- 2002 — Род Стайгер (р. 1925), американский актёр, обладатель «Оскара».
- 2002 — Бруно Фрейндлих (р. 1909), актёр театра и кино, народный артист СССР, отец Алисы Фрейндлих.
- 2004 — Жан Лефевр (р. 1919 или 1922), французский комедийный актёр.
- 2005 — Евгений Гришин (р. 1931), советский конькобежец, четырёхкратный олимпийский чемпион.
- 2013 — Антон Антонов-Овсеенко (р. 1920), советский и российский историк и писатель.
- 2017 — Илья Глазунов (р. 1930), живописец, народный художник СССР.
- 2018 — Питер Карингтон, 6-й барон Карингтон (р. 1919), британский государственный деятель.
- 2024 — Ежи Штур (р. 1947), польский драматический и комедийный актёр театра и кино, сценарист, режиссёр, педагог.
- 2025 — Поклад, Игорь Дмитриевич (р. 1941), советский и украинский композитор.

## Приметы
- Давид Земляничник — земляника в лес зовёт.
- В этот день идут за ягодой, пока ещё роса не опала.
- Пчёлы вылетают из ульев за медовым сбором.
- Есть поверье, что если в этот день кто-то хочет занять денег, то для того, чтобы не отказали в займе, нужно положить траву земляники в левый карман перед тем, как идти просить[6].